# Горбасьево
Горбасьево — деревня в Конаковском районе Тверской области. Входит в состав Вахонинского сельского поселения.

## География
Находится в юго-восточной части Тверской области на расстоянии приблизительно 8 км на юг по прямой от районного центра города Конаково.

## История

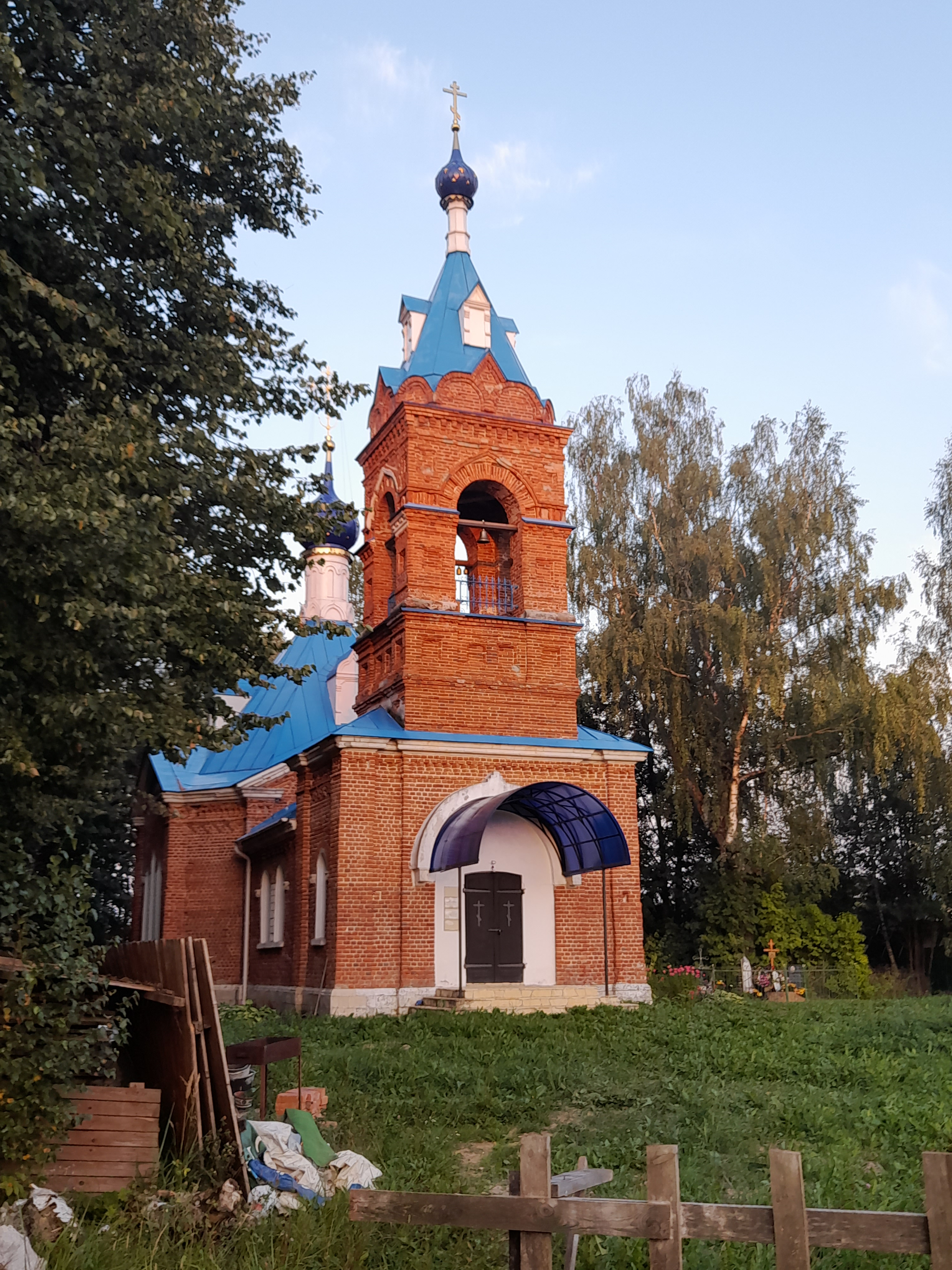
Церковь в Горбасьево

Известна с 1624 года как сельцо из 2 дворов. В 1859 году здесь (деревня Клинского уезда Московской губернии) было учтено 20 дворов. В деревне имеется церковь Грузинской иконы Божией Матери (недействующая).

## Население
Численность населения: 106 человек (1859 год), 7 (русские 100 %) в 2002 году, 0 в 2010.